# Sphenomorphus sabanus
Sphenomorphus sabanus — вид сцинкоподібних ящірок родини сцинкових (Scincidae). Ендемік Калімантану.

## Поширення і екологія
Sphenomorphus sabanus мешкають на півночі острова Калімантан, на території Індонезії та малайзійського штату Сабах, можливо, також на території Брунею. Вони живуть у вологих тропічних лісах, на висоті від 50 до 850 м над рівнем моря. Живляться комахами, павуками та іншими безхребетними. Відкладають яйця, у кладці 2—3 яйця розміром 10—12 мм.